# Usman Husajn
Usman Husajn, arab. ‏عثمان حسين‎ (ur. w 1951) – sudański polityk, w latach 2019–2022 szef kancelarii premiera Sudanu, od 2022 do 2025 pełniący obowiązki premiera Sudanu.